# Хакка в Гонконге

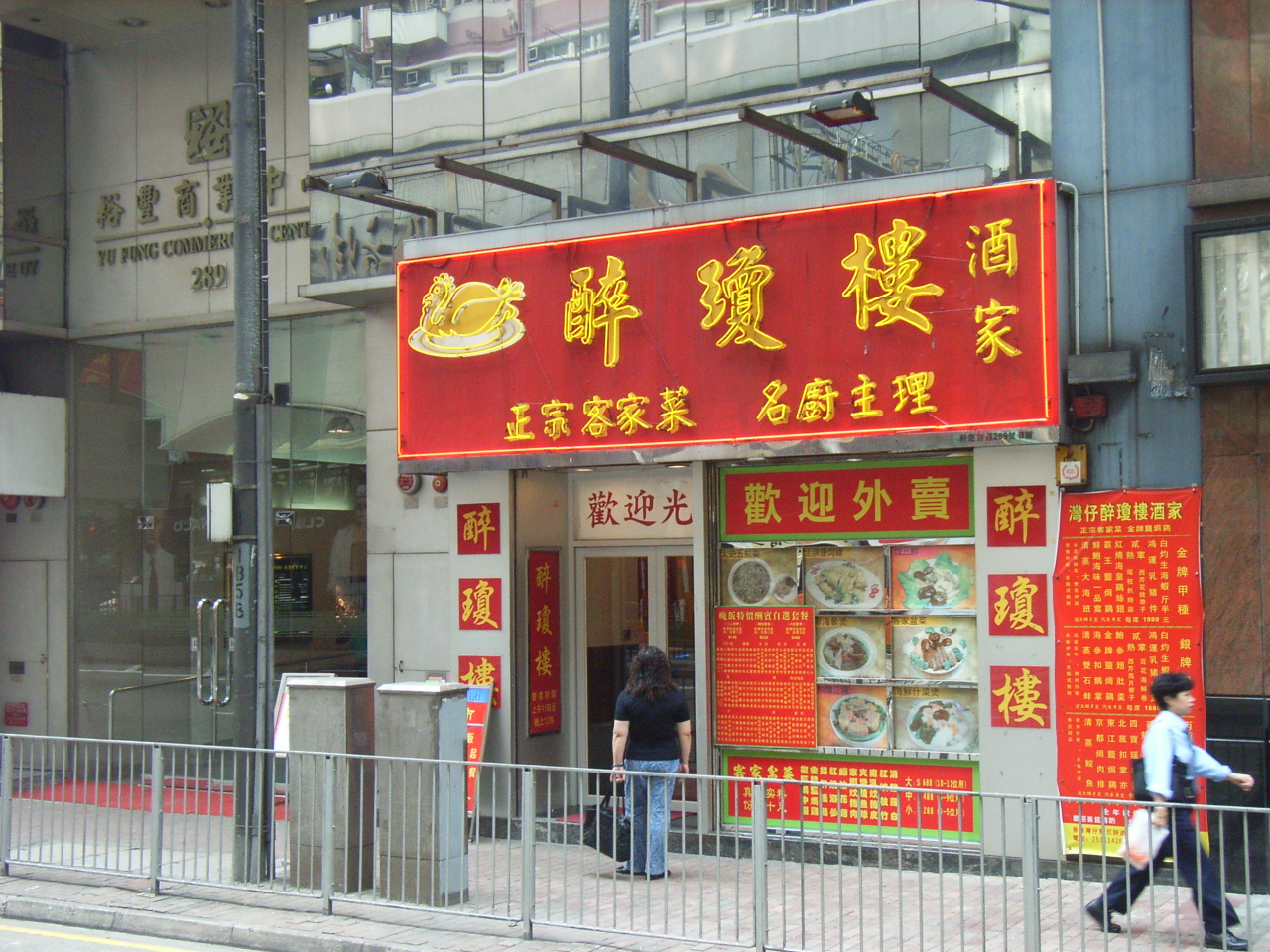
Ресторан кухни хакка в Гонконге

Хакка (или кэцзя, англ. Hakka people, англ. Hakkas, кит. 客家) — одна из крупнейших этнолингвистических групп населения Гонконга. Хакка говорят на одноимённом наречии, имеют своеобразные культурные отличия (в том числе свою кухню) и никогда полностью не ассимилируются с местными гуандунцами. Нередко хакка называют «цыганами Китая» и «гостями».
В 1911 году в Гонконге насчитывалось 20 тыс. хакка, в 1921 году — 29 тыс., в 1931 году — 31 тыс.. В 1961 году 128,4 тыс. человек или 4,9 % всех гонконгцев разговаривали на языке хакка. По состоянию на начало 1980-х годов 3,3 % всех китайцев Гонконга разговаривали на языке хакка. Согласно данным за 2006 год языком хакка владели лишь 1,1 % гонконгцев. Таким образом, хакка во втором и третьем поколении перестают пользоваться родным языком и переходят на более престижный в Гонконге кантонский диалект.

## История
После установления в Южном Китае империи Цин, новые власти начали массовое выселение жителей прибрежных районов Гуандуна вглубь страны. Опасаясь сторонников свергнутой династии Мин, цинские войска разрушали в Гонконге рыбацкие деревни и разоряли хранилища риса, провоцируя таким образом голод. С 1661 по 1669 год по велению императора Канси из уезда Синьань, в состав которого тогда входил земли нынешних Гонконга и Шэньчжэня, было изгнано около 16 тыс. человек. После снятия запрета в 1669 году лишь около 1,6 тыс. человек смогли вернуться в опустевший уезд. Заброшенные деревни заняли переселенцы хакка, ставшие одним из крупнейших народов региона. Согласно географическому справочнику за 1819 год, в уезде Синьань имелось 570 обособленных поселений гуандунцев и 270 поселений хакка.     
К моменту захвата Гонконга Великобританией здесь в нескольких деревнях проживало около 7,5 тыс. человек. Массовая миграция китайцев в Гонконг началась во второй половине XIX века. Кроме того, Гонконг превратился в отправной пункт для дальнейшей эмиграции китайцев в страны Юго-Восточной Азии. В конце 1850 года в южном Китае вспыхнуло антицинское восстание тайпинов, которое возглавил гуандунский хакка Хун Сюцюань. К тайпинам примкнули местные антицинские триады, которые в 1854 году напали на маньчжуров в округах Хэюань и Фошань. Этот мятеж, известный в истории как «восстание красных тюрбанов», был подавлен цинскими войсками лишь в 1857 году. Некоторые хакка помогали властям совершать рейды на деревни гуандунцев, сочувствовавшие мятежникам, а гуандунцы в ответ нападали на деревни хакка.  
На волне этой взаимной вражды в 1855—1867 годах в южном Гуандуне (особенно в районе современного округа Цзянмынь) и отчасти в британском Гонконге разгорелась война между «местными» гуандунцами (пунти) и «пришлыми» хакка. Исторически пунти занимали плодородные равнины, а хакка селились на окрестных холмах и в малопригодных для земледелия районах. Со временем взаимная неприязнь и социальное неравенство вылились в череду кровавых столкновений. Стороны конфликта массово разрушали деревни противника, брали в плен уцелевших, продавали мужчин на плантации в Латинскую Америку, а женщин — в бордели Гонконга и Макао. В результате конфликта погибло около 1 млн человек, несколько миллионов стали беженцами (из-за численного преимущества пунти потери хакка были более существенными). 
После подавления восстания тайпинов цинские войска наконец-то прекратили войну между пунти и хакка, с трудом разведя враждующие стороны. Уцелевшие хакка были изолированы в уезде Чиси, выделенном из уезда Тайшань (сегодня входит в состав округа Цзянмынь), остальные были перемещены в провинцию Гуанси. И восстание тайпинов, и конфликт между пунти и хакка привели к новой волне беженцев, устремившихся в относительно спокойный британский Гонконг (напряжённость между пунти и хакка сохранилась и на новом месте).

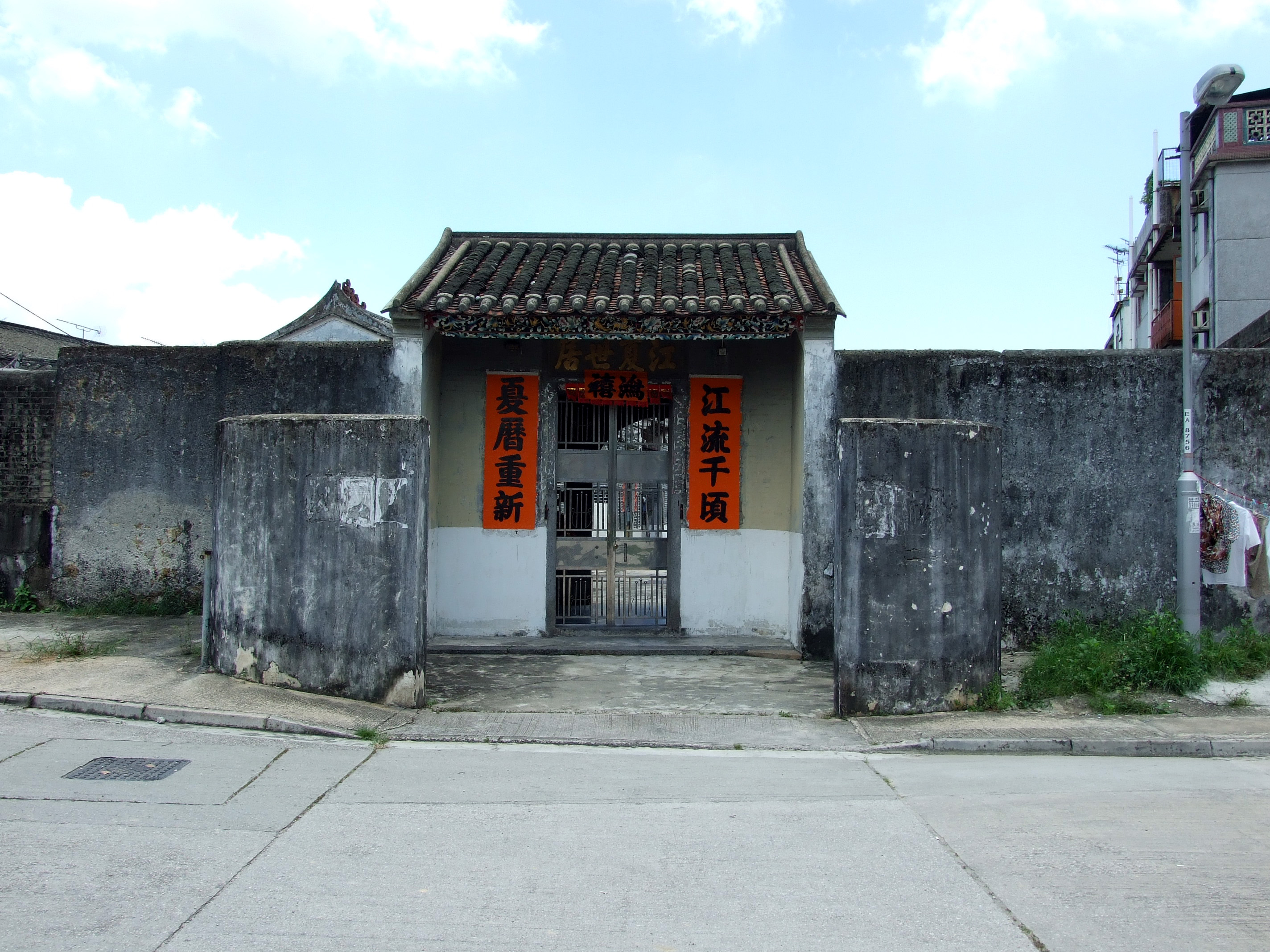
«Деревня за стеной» хакка в Северном округе Гонконга

К концу XIX века многие хакка проживали на Новых Территориях по соседству с гуандунцами, даньцзя и хокло, особенно в деревнях на территории современных округов Юньлон, Северный, Тайпоу и Сайкун. Поскольку хакка опасались нападений на свои поселения, многие их деревни были обнесены каменными стенами. Кроме того, почти во всех деревнях хакка были организованы различные союзы, предназначенные для защиты своих интересов от внешних посягательств — тайные общества и землячества.
Крупнейшим культурным и экономическим центром гонконгских хакка стал Сатхаукок (Sha Tau Kok) в Северном округе. Женщины хакка занимались сельским хозяйством, а мужчины нанимались на работу в городе или уезжали на заработки за границу.
После Второй мировой войны многие хакка получили образование и переселились в «новые города», построенные властями на Новых Территориях, особенно в Сёнсёй (Sheung Shui), Тайпоу (Tai Po) и Сатхинь (Sha Tin). Многие хакка поступили на работу в полицию и стали местными чиновниками. Постепенно сельское хозяйство перестало играть значительную роль в занятости хакка, а их деревни были поглощены новой высотной застройкой (хотя несколько деревень хакка всё же сохранилось в сельской местности на Новых Территориях). Среди части гуандунцев и хокло до сих пор сохраняется враждебное отношение к хакка, которые стараются не ассимилироваться с окружающими.

## Современное положение
В Гонконге существует Гонконгская ассоциация хакка (香港客属总会). Среди знаменитых хакка Гонконга — Ляо Хуэй (директор Канцелярии по делам Гонконга и Макао при Госсовете КНР в 1997—2010 годах), Дэвид Лан (секретарь внутренних дел Гонконга в 1997—2000 годах, член совета директоров SJM Holdings и Hutchison Telecommunications), Мартин Ли (член Законодательного совета Гонконга в 1985—1997 и 1998—2008 годах, председатель Демократической партии Гонконга в 1994—2000 годах), Лау Вонгфат (председатель Сельского совета Новых территорий в 1980—2015 годах, председатель совета округа Тхюньмунь в 1985—2011 и 2012—2015 годах, член Законодательного совета Гонконга в 1991—2016 годах), Ли Вингтат (член Законодательного совета Гонконга в 1991—1997, 1998—2000 и 2004—2012 годах, председатель Демократической партии Гонконга в 2004—2006 годах), Там Иучунг (член Законодательного совета Гонконга в 1985—1995 и 1996—2016 годах, председатель партии «Демократический альянс за улучшение и прогресс Гонконга» в 2007—2015 годах), Джон Ву (епископ Гонконга в 1975—2002 годах), Доминик Чан (главный викарий епархии Гонконга), кинопродюсер и основатель кинокомпании «Golden Harvest» Рэймонд Чоу, актёр и режиссёр Эрик Цан, актёр и певец Лесли Чун, актриса и певица Дини Ип, актриса Лолетта Ли, математик Яу Шинтун, экономист Стивен Чунг, учёный-химик Дэн Цинъюнь, художник Линь Фэнмянь, футболист и тренер Ли Хуэйтан.
В округе Сайкун имеется народный музей Сёниу (Sheung Yiu Folk Museum), представляющий собой деревню хакка, построенную кланом Вонг в конце XIX века. Деревня процветала благодаря производству строительного раствора, кирпичей и облицовочной плитки, однако в 1968 году её покинули последние жители. В 1983 году деревня была реконструирована и в 1984 году открылась для посетителей в качестве музея. 
Музей Сёниу